# Marius Gabriel Cazemajou
Marius Gabriel Cazemajou (Marsiglia, 10 dicembre 1864 – Zinder, 5 maggio 1898) è stato un militare ed esploratore francese.

## Gioventù
Figlio di un sottufficiale, studiò all'École Polytechnique e si laureò in ingegneria all'École d'application de l'artillerie et du génie di Fontainebleau.
Cazemajou entrò nell'esercito francese nel 1886 e nello stesso anno fu nominato tenente del genio. Prestò servizio nel Tonchino dal 1887 al 1889, anno in cui fu promosso al grado di capitano. Fu poi inviato a Gafsa, nel sud della Tunisia. Nel 1893, con il tenente Dumas degli Spahis, compì uno viaggio da Nefta a Ghadames e ritorno in soli ventotto giorni.
Nel 1896 fu assegnato all'Africa occidentale francese e servì sotto Paul Caudrelier nel 1897, quando i francesi occuparono la regione del Volta Nero. Sostenuto dal Comité de l'Afrique Française, Cazemajou sottopose al ministero il progetto di una missione dalla colonia del Dahomey all'Aïr e al Tassili n'Azdjer, con l'obiettivo di ritovare evuantuali superstiti della missione esplorativa di Paul Flatters. Il Comitato lo inviò in Ciad, concedendogli un fondo di centomila franchi per studiare gli Stati lungo la linea Say-Barroua, cercare di mettersi in contatto con la missione di Èmile Gentil, ottenere informazioni su Rabih Al-Zubayr ed eventualmente avviare negoziati con lui. Il mercante di schiavi e signore della guerra Rabih al-Zubayr aveva infatti conquistato l'Impero Bornu e i francesi temevano che potesse costituire una minaccia ai loro domini in Africa occidentale ed equatoriale.

## Spedizione in Ciad
La spedizione, che contava 37 uomini, partì nel dicembre 1897. Ne faceva parte anche il giornalista Félix Dubois, viaggiatore esperto dell'Africa occidentale.
I britannici, che ritenevano di avere i diritti sulla regione a est di Say, nutrivano sospetti sulla spedizione. Per evitare ostacoli da parte britannica, Cazemajou trattò spietatamente i portatori e sparò a quelli che cercavano di fuggire, tanto che a Yatenga ci fu anche una rivolta. Dubois entrò in contrasto con Cazemajou per i suoi metodi brutali e lasciò la spedizione a Say, città che Cazemajou aveva raggiunto il 1º ottobre 1897.
Il 15 gennaio 1898 Cazemajou firmò un trattato di protettorato con il sultano di Argungu. Il sultano di Sokoto, invece, si oppose all'offerta di protettorato e Cazemajou dovette allontanarsi in fretta e furia, dirigendosi verso la città-stato di Gobir. Si spostò poi a Maradi e a Tessaoua (dove firmò un altro trattato) ed il 27 marzo 1898 entrò nei territori del Sultanato di Damagaram, raggiungendone la capitale Zinder il 13 aprile 1898.
Il sultano Ahmadu dan Tanimoun inviò dei messaggeri per informare i francesi che riconosceva solo l'Impero ottomano. Invitò comunque Cazemajou nella sua capitale, dove l'esploratore fu trattato sontuosamente. Dopo tre settimane, il 5 maggio 1898, mentre si preparavano a partire per il lago Ciad, Cazemajou e il suo interprete Olive furono assassinati per ordine del sultano, forse su consiglio dei marabutti ostili alla presenza di cristiani, forse perché il sultano temeva un'alleanza tra i francesi e Rabih al-Zubayr. I fucilieri della missione riuscirono a fuggire e a raggiungere Say dopo molte sofferenze.

## Conseguenze
I resti di Cazemajou e Olive vennero ritrovati in fondo a un pozzo il 30 luglio 1898 da Paul Joalland e Octave Meynier. La Francia reagì invadendo nel 1899 il sultanato di Zinder. Ahmadu dan Tanimoun fu sconfitto e ucciso a Roumji il 13 settembre 1899 e il sultanato passò sotto il dominio francese. Il principale campo militare di Zinder fu chiamato Fort Cazemajou dai francesi; nel 1960, dopo l'indipendenza del Niger, fu ribattezzato Tanimoun.